# ФК Кавала
Фудбалски клуб Кавала (грч. Athlitikos Omilos Kavala, Αθλητικός Όμιλος Καβάλα)) је грчки фудбалски клуб из Кавале који се тренутно такмичи у Другој лиги Грчке.

## Историја
Фудбалски клуб Кавала је основан 1965. године.
Први пут ФК Кавала се пласирала у Прву лигу Грчке 1969. године, и у највишем рангу је играла 6 сезона (1970—1975). После испадања 1975. године, клуб се враћа у највиши ранг 1976. године, и ту остаје наредне шест сезона.
Године 1982. клуб испада у Другу лигу. После 11 година у другој лиги и једне године у трећој лиги Грчке (1988/89), поново су се пласирали у прву лигу Грчке. Тада је завршен најцрњи период у историји овог клуба када су се налазили у другој и трећој лиги.
Након завршетка сезоне 2010/11. клуб је избачен из Суперлиге Грчке три ранга ниже због наводног намештања мечева, сезону 2011/12. је завршио на четвртом месту у Групи 1 четврте Делта Етники лиге, а у међувремену је ипак одлучено да је првобитна одлука да се избаце два ранга ниже била погрешна и клуб је промовисан два ранга више, тако да се од сезоне 2012/13. такмичи у Другој лиги Грчке.

## Састав у сезони 2010/11.
Од 17. августа 2010.
| Бр. |                 | Позиција | Играч                  |
| --- | --------------- | -------- | ---------------------- |
| -   | Хрватска        | Г        | Марио Галиновић        |
| 13  | Грчка           | Г        | Фанис Катергианакис    |
| 4   | Грчка           | С        | Андрес Говас           |
| 7   | Србија          | С        | Александар Поповић     |
| 14  | Француска       | О        | Пиере Дукрок (капитен) |
| 15  | Бразил          | Н        | Диого Ринкон           |
| 18  | Грчка           | О        | Евангелас Инкономоу    |
| 21  | Грчка           | С        | Димитрис Петкакис      |
| 23  | Грчка           | С        | Василис Лакис          |
| 31  | Грчка           | Г        | Гиоргос Лазаридис      |
| 44  | Грчка           | Н        | Илиас Јоаноу           |
| 77  | Обала Слоноваче | С        | Серге Дие              |
| 80  | Нигерија        | Н        | Бенњамин Онвуачи       |

| Бр. |            | Позиција | Играч                |
| --- | ---------- | -------- | -------------------- |
| 88  | Грчка      | О        | Лазарос Теодорелис   |
| -   | Бугарска   | О        | Игор Томашић         |
| -   | Грчка      | Г        | Еманоуил Апостолидис |
| -   | Грчка      | О        | Димитриос Склиопидис |
| -   | Грчка      | О        | Георгиос Делгисис    |
| -   | Грчка      | С        | Томас Назлидис       |
| -   | Грчка      | С        | Георгиос Делизисис   |
| -   | Шпанија    | Г        | Хавијер Лопез Ваљехо |
| -   | Грчка      | Н        | Апостолос Гианоу     |
| -   | Костарика  | С        | Еноц Перез           |
| -   | Пољска     | С        | Партик Александрович |
| -   | Аустралија | Н        | Апостолос Гианоу     |